# Mare Insularum
Das Mare Insularum – lateinisch für Inselmeer – ist ein Randmeer des Oceanus Procellarum auf dem Mond. Das Mare Insularum umgibt den Krater Copernicus und hat unklare Grenzen. Sein Name wird noch wenig verwendet, weil die Benennung erst 1976 durch die Internationale Astronomische Union erfolgte, nachdem 1969 Apollo 12 dort gelandet war. Damals galt der Landeplatz noch als Teil des Oceanus Procellarum. Es ist zweifelhaft, dass das Mare Insularum ein eigenes Einschlagbecken darstellt.
Das Mare hat einen mittleren Durchmesser von 513 km und befindet sich auf der Westhälfte der Mondvorderseite bei den selenografischen Koordinaten 7,5° Nord und 30,5° West. Es liegt südlich des Mare Imbrium im Bereich der auffälligen Strahlenkrater Copernicus und Kepler. Im Westen geht es ohne klare Grenze in den ausgedehnten Oceanus Procellarum über, die Nordgrenze bilden die Montes Carpatus. Im Osten liegt der Sinus Aestuum, im Süden das Mare Cognitum.